# 藤本三郎
藤本 三郎（ふじもと さぶろう、1967年11月21日 - ）は、地方競馬の福山競馬場所属の元騎手である。広島県福山市出身、血液型B型、身長167cm。

## 来歴
1985年3月31日付けで地方競馬騎手免許を取得。同年4月27日福山競馬第3競走でスマノピリカに初騎乗（5頭立て2着）。同日の福山競馬第4競走でミニモンテに騎乗し初勝利。
1986年8月24日第1回全日本新人王争覇戦出場（10人中4位）。
2004年1月12日第16回福山競馬2日目第5競走3歳7組条件戦をタカサゴヒットで勝利（10頭立て2番人気）し、地方競馬通算1000勝達成。
2008年10月13日第11回福山競馬4日目第8競走3歳4組条件戦をスリリングシャトーで勝利（9頭立て1番人気）し、地方競馬通算1200勝達成。
2010年5月31日寺田寛厩舎から渡邉貞夫厩舎へ所属変更。その後同年6月14日小嶺英喜厩舎へ所属変更した。
地方通算成績は13424戦1305勝・2着1369回・3着1527回・勝率9.7%・連対率19.9%だった。
2013年3月、福山競馬場の廃止に伴い引退。引退後はミッドウェイファーム（茨城県行方市）で働いたのち、現在は船橋競馬場で厩務員を務めている。

## 人物・エピソード
- 騎手時代の愛称は「サブロー」「サブちゃん」。藤本自身も『野球はイチロー、競馬はサブロー』をキャッチフレーズとして用いていた[4]。
- 思い出に残るレースとしては、初めて全国区の競走で優勝したラピッドリーランのタマツバキ記念（2006年）を挙げている。主戦の片桐正雪が落馬負傷し、代打騎乗で掴んだ勝利だった。

## 主な騎乗馬
- マルゼンパワー（1991年銀杯）
- ローレルキセキ（1995年ヤングチャンピオン）
- ハギノハートリング（1996年ローゼンホーマ記念）
- パッピーケイオー（2000年ローゼンホーマ記念、福山桜花賞、福山菊花賞）
- アレクシア（2000年福山ダービー）
- ミスターカミサマ（2000年銀杯）
- トモシロトーザイ（2002年福山ダービー）
- ラピッドリーラン（2006年タマツバキ記念）